# 32 Pułk Armat Polowych (austro-węgierski)
Pułk Armat Polowych Nr 32 (FKR. 32) – pułk artylerii polowej cesarskiej i królewskiej Armii.

## Historia pułku
Pułk stacjonował we Lwowie, w koszarach przy ówczesnej ul. Teatyńskiej 6 (obecnie Maksyma Krywonosa), na terytorium 11 Korpusu. W 1914 wchodził w skład 11 Dywizji Piechoty, a pod względem wyszkolenia komendantowi 11 Brygady Artylerii Polowej.
Pułk obchodził swoje święto 28 czerwca, w rocznicę bitwy pod Czeską Skalicą stoczonej w 1866, w trakcie wojny prusko-austriackiej.
Po zakończeniu mobilizacji pułk przez trzy i pół tygodnia stał w okolicach Lwowa, na różnych kwaterach i stanowiskach. 25 sierpnia 1914 roku pułk został zaalarmowany i w składzie 30 Dywizji Piechoty skierowany przez Zapytów do Kłodna Wielkiego. Następnego dnia w Busku wspierał własną piechotę walczącą z rosyjskimi oddziałami Frontu Południowo-Zachodniego. Pierwsza walka pułku była częścią bitwy galicyjskiej.
W 1916 roku oddział został przemianowany na Pułk Haubic Polowych Nr 30, a później na Pułk Artylerii Polowej Nr 130. Równocześnie dotychczasowy Pułk Armat Polowych Nr 11 został przemianowany na Pułk Armat Polowych Nr 32, a później na Pułk Artylerii Polowej Nr 32.

## Żołnierze
Komendanci pułku
- ppłk / płk art. Jan Romer (od XII 1913[1][6])

Oficerowie
- ppłk Karol Durski-Trzaska (1895-1899)
- mjr Kazimierz Dzierżanowski
- kpt. Emil Krukowicz-Przedrzymirski
- kpt. Marian Zarzycki
- por. Henryk Kreiss
- por. Tadeusz Bolesław Łodziński
- por. Henryk Krukowicz-Przedrzymirski
- ppor. rez. Konstanty Manowarda
- lekarz sztabowy dr med. Franciszek Czechowicz (1912–1918)[7], płk lek. dr WP, szef 6 Okręgowego Szefostwa Sanitarnego we Lwowie
- lekarz pułkowy Ludwik Miłkowski-Baumbach (1909–1912)